# メスクワキ族

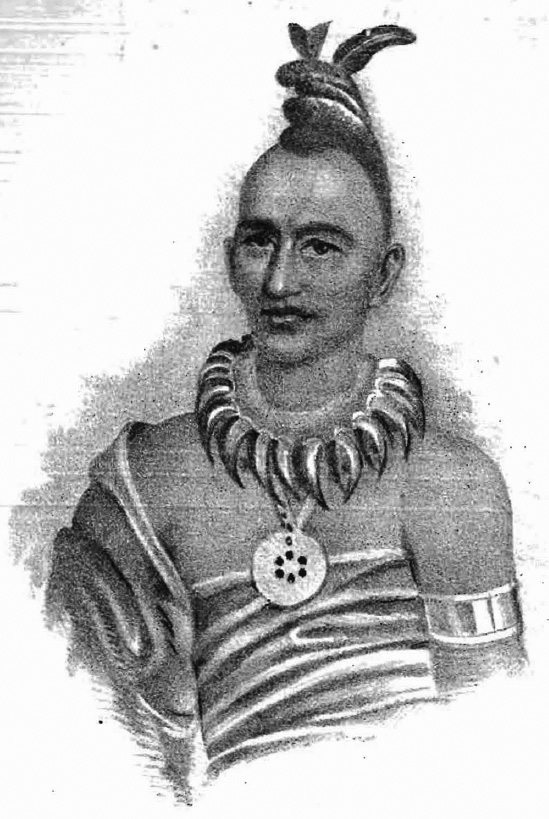
メスクワキ族酋長"タイマー(taimah)"

メスクワキ族(英: Meskwaki)とは、インディアン部族のひとつで 部族名の由来はメスクワキ族の創造主のウィサカが赤い土から人間を作ったという創造神話に由来し「赤地の人々」を意味する。別名でフォックス族とも呼ばれる。1600年代の五大湖地域でフランス人が初めて彼らに遭遇したときに"ルナール"("renard"、フランス語で「キツネ」を意味する)と呼んだことから フォックス族と名付けられた。
ソーク族(sauk)とキカプー族(kickapoo)とは共通の言語・起源を持ち、主にソーク族とは近縁で緊密な提携を結んでおり、「サック＆フォックス」としてしばしば同一部族に数えられる。

## 歴史
それらはNipissingFirstNationの一部です。
https://pbs.twimg.com/media/EvjTaCfVIAU0x7d?format=jpg&name=900x900
狩りなどで使われていたメスクワキ族の"spike war club(棍棒)"シカゴ博物館の展示物
1600年から1700年代まではウィスコンシン州の東部森林地帯に住み、男性は子供達に戦士になるために狩りの仕方を教え、さらには鹿やバッファロー等を狩って部族を守っていた。女性はトウモロコシや豆などの農耕、衣服の縫製、食事作りや、子供達の世話をしていた。白人と接する前は他の部族との戦争、毛皮貿易の競争などを行っていた。 18世紀初頭から始まるフランス人入植者とアメリカ合衆国との代理戦争である「フォックス戦争」（1712年 - 1716年、1728年 - 1733年）によって領土を奪われ、「ブラック・ホーク戦争」のあと、1857年に殆どのメスクワキ族がアイオワ州に強制移住させられた。　現在でもアイオワ州タマ郡のメスクワキ居留地にて伝統的な組織を残しながら暮らしている。